# 日本エス・エイチ・エル
日本エス・エイチ・エル株式会社（にほんエス・エイチ・エル、英：SHL-JAPAN Ltd.）は、日本の人事コンサルティングファーム。
イギリスを本拠地とする、アセスメント・サービス・プロバイダーであるSHLグループの日本法人。社員や応募者個々人の人的資源の特性把握をするための適性テストを扱う。特に近年、新卒採用における選考試験として普及しているインターネットを使ったWebテストでは高いシェアを誇る。有名なテストには、GAB・CAB・玉手箱シリーズなどがある。

## 事業内容
- 人材アセスメント事業

新卒採用、キャリア採用、社内の昇進・昇格、配置転換等で使用する適性テストの開発・活用支援
- コンサルティング事業

採用基準作成、選考プロセスの構築、人材評価手法の設計、カスタマイズ版テストの作成
- トレーニング事業

面接官向けトレーニング、グループディスカッション評価者トレーニング

## 沿革
- 1987年 - エス・エイチ・エル ジャパン株式会社（創業時社名）設立
- 1993年 - 日本エス・エイチ・エル株式会社に社名変更
- 1994年 - 株式会社毎日コミュニケーションズ（現：株式会社マイナビ）と販売代理店契約締結
- 2001年 - 大阪証券取引所ナスダック・ジャパン（後のJASDAQ）市場に株式上場
- 2003年 - 株式会社ディスコと販売代理店契約締結
- 2006年 - プライバシーマーク取得
- 2007年 - 毎日コミュニケーションズと資本提携
- 2023年4月 - SHLグループ傘下のBlossom Bidco株式会社が株式公開買付けにより、議決権所有割合ベースで63.09%の株式を取得。
- 2023年7月 - 東京証券取引所スタンダード市場上場廃止。株式併合により株主がBlossom Bidco株式会社及び株式会社マイナビのみとなる。

## 関連会社
- 株式会社マイナビ